# Lethe titania
Lethe titania är en fjärilsart som beskrevs av John Henry Leech 1891. Lethe titania ingår i släktet Lethe och familjen praktfjärilar. Inga underarter finns listade i Catalogue of Life.